# تانگوی زوکرو
تانگوی زوکرو (انگلیسی: Tanguy Zoukrou؛ زادهٔ ۷ مهٔ ۲۰۰۳) بازیکن فوتبال اهل فرانسه است.
وی همچنین در تیم ملی فوتبال زیر ۱۹ سال فرانسه بازی کرده‌است.